# طنجور

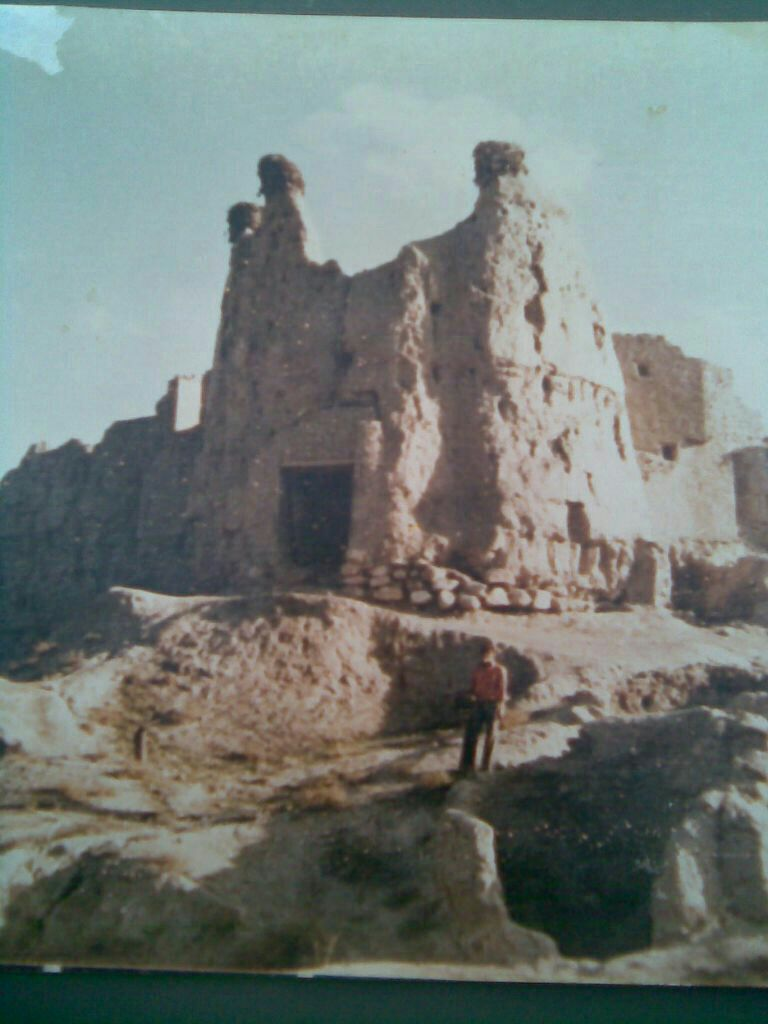
نمایی از یک‌قلعهٔ باستانی در طنجور از توابع شهرستان بروجرد

طنجور یا تنور روستایی است از توابع شهرستان بروجرد در استان لرستان. این روستا در دهستان شیروان در بخش مرکزی این شهرستان قرار دارد. این روستادرفاصله ۵کلیومتری جاده بروجرد به خرم آباد قراردارد.

## جمعیت
بنابر سرشماری مرکز آمار ایران، جمعیت طنجور در سال۱۳۹۵، برابر با ۱۹۱۴ نفر بوده‌است که از این میان ۹۸۶ نفر مرد و بقیه زن بوده‌اند.